# Merle cul-blanc
Turdus obsoletus
Espèce
Statut de conservation UICN

 LC  : Préoccupation mineure
Le Merle cul-blanc (Turdus obsoletus) ou grive à ventre pâle, est une espèce de passereaux de la famille des Turdidae.

## Habitat
Son cadre naturel de vie est les forêts humides de plaines et de montagnes tropicales ou subtropicales et les forêts anciennes fortement dégradées.

## Répartition et sous-espèces
- Turdus obsoletus obsoletus : versant atlantique de la cordillère de Talamanca ;
- Turdus obsoletus parambanus : Tumbes-Chocó-Magdalena ;
- Turdus obsoletus colombianus : versant nord du massif colombien.